# Szarota Hoppego

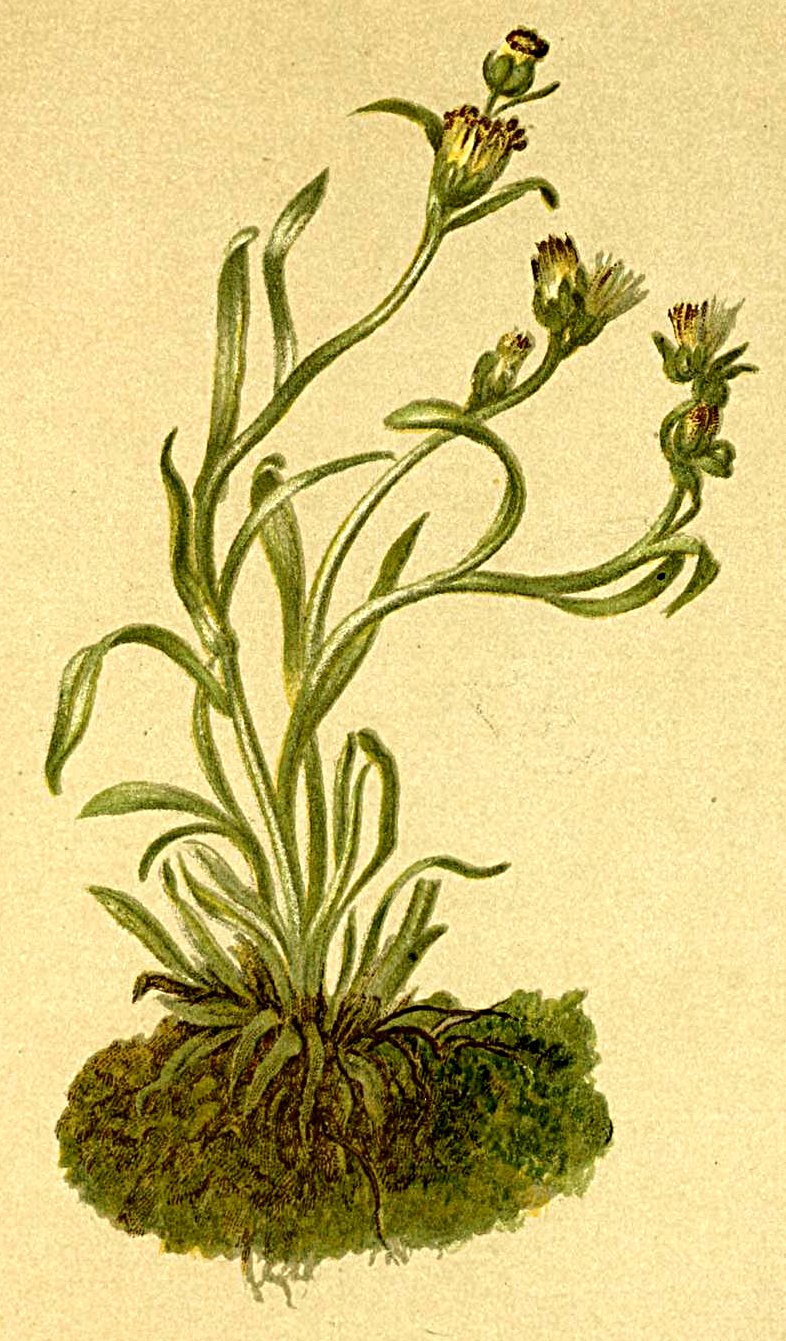

Szarota Hoppego (Omalotheca hoppeana (W.D.J.Koch) F.W.Schultz & Sch.Bip.) – gatunek rośliny z rodziny astrowatych.

## Zasięg występowania
Występuje tylko w Europie na obszarze od Hiszpanii po Ukrainę, gdzie rośnie w górach: w Alpach, Pirenejach, Górach Kantabryjskich, Karpatach i górach Półwyspu Bałkańskiego oraz na pojedynczych stanowiskach w Apeninach i w Jurze. W Polsce występuje tylko w Tatrach Zachodnich, skąd podana została z około 15 stanowisk. Większość z nich znajduje się w Czerwonych Wierchach: Ciemniak, Dolina Litworowa, Dolina Małej Łąki, Dolina Mułowa, Gładkie Upłaziańskie, Krzesanica, Małołączniak, Wielka Świstówka, Wielka Turnia. Poza Czerwonymi Wierchami stwierdzono jeszcze jej występowanie na Giewoncie, Grzybowcu, Kominiarskim Wierchu, przełęczy Liliowe, Łysankach i Skupniowym Upłazie. 

## Morfologia
ŁodygaProsta, wzniesiona, pojedyncza, o wysokości do 10 cm. Jest gęsto pokryta białoszarymi, wełnistymi włoskami. Oprócz pędu kwiatowego zazwyczaj w kępie występuje wiele pędów płonnych.
LiścieUlistnienie skrętoległe. Na łodydze występują zwykle 2-4 wąskolancetowate  liście. Wszystkie są obustronnie filcowate (na spodniej stronie nieco silniej) i mają szarobiały odcień.
KwiatyKwiatostan złożony: niewielkie siedzące koszyczki tworzące kłos na szczycie pędów. Szeroko błoniasto obrzeżone listki okrywy tworzą 3 szeregi.  Pokryte są wełnistymi włoskami. Zewnętrzne żeńskie kwiaty w koszyczku są nitkowate, żółtawobrązowe i wyrastają w jednym szeregu. Wewnątrz koszyczka występuje 4-6 obupłciowych kwiatów rurkowatych. Kielich przekształcony w pierzasty puch kielichowy.
OwocNiełupki o długości ok. 1,5 mm z puchem kielichowym.

## Biologia i ekologia
Bylina, hemikryptofit. Kwitnie od lipca do sierpnia. Rośnie w szczelinach skalnych, na półkach i piargach,  wyłącznie na wapiennym podłożu. W klasyfikacji zbiorowisk roślinnych gatunek charakterystyczny dla rzędu (O.) Arabidetalia coeruleae. Liczba chromosomów 2n = 28.

## Zagrożenia
Umieszczony w Polskiej czerwonej księdze roślin oraz na polskiej czerwonej liście w kategorii VU (narażony). Gatunek według klasyfikacji IUCN z 2001 jest gatunkiem narażonym na wyginięcie w Karpatach polskich (kategoria VU). W Polsce, mimo że występuje na niewielkim obszarze i nielicznych stanowiskach, bezpośrednio nie jest zagrożony. Wszystkie jego stanowiska znajdują się bowiem na obszarze Tatrzańskiego Parku Narodowego, przeważnie na obszarze ochrony ścisłej. Wskazane jednak jest objęcie tych stanowisk monitoringiem.